# Amfitheater van Catania
Het Amfitheater van Catania (Italiaans: Anfiteatro romano di Catania) is een Romeins amfitheater in de Siciliaanse stad Catania. Op het Piazza Stesicoro, aan de Via Etnea, zijn de restanten van een deel van het amfitheater zichtbaar.

## Geschiedenis
Het amfitheater werd in de 2e eeuw n.Chr. gebouwd en bood onderdak aan 15.000 tot 20.000 toeschouwers. Het ellipsvormige bouwwerk is gebouwd met lavasteen van de Etna en had een marmeren bekleding die in de 11e eeuw n. Chr. werd weggehaald in opdracht van graaf Rogier I om gebruikt te worden voor de kathedraal van Catania. Later werd het amfitheater nog verder afgebroken zodat de stenen gebruikt konden worden voor de bouw van het Castello Ursino.
Na de aardbeving van 1693 werd het Piazza Stesicoro aangelegd en werden er huizen en de kerk van San Biagio op de restanten van het amfitheater gebouwd. Van 1904 tot 1907 vonden er opgravingen plaats onder het Piazza Stesicoro, waarbij ongeveer een kwart van het amfitheater is blootgelegd. De rest is nog altijd bedekt. De officiële opening van de archeologische vindplaats in 1907 werd bijgewoond door koning Victor Emanuel III. Het amfitheater fungeerde als een toevluchtsoord in 1943, toen Catania werd gebombardeerd door de geallieerden.